# Порто Чезарео
Порто Чезарео (итал. Porto Cesareo) је насеље у Италији у округу Лече, региону Апулија.
Према процени из 2011. у насељу је живело 4258 становника. Насеље се налази на надморској висини од 5 м.

## Становништво
Према резултатима пописа становништва 2011. у општини је живело 5.448 становника.
| 1931. | 1936. | 1951. | 1961. | 1971. | 1981. | 1991. | 2001. | 2011. |
| ----- | ----- | ----- | ----- | ----- | ----- | ----- | ----- | ----- |
| 1.825 | 1.934 | 2.344 | 2.620 | 2.587 | 3.402 | 4.044 | 4.419 | 5.448 |